# Véronique De Kock
Véronique De Kock (Antwerpen, 3 april 1977) is een Belgische presentatrice, model en voormalige zangeres en actrice in de VTM-soap Familie. Ze verwierf bekendheid door haar vele deelnames aan missverkiezingen en overwinning van Miss België 1995.

## Missverkiezingen
In 1994 werd De Kock verkozen tot Miss Vlaanderen, waarna ze op 18-jarige leeftijd werd bekroond tot Miss België 1995. In het verlengde hiervan deed ze mee aan de Miss World-verkiezing van 1995, waarbij ze op een dertiende plaats strandde. Tijdens de Belgische missverkiezing viel ze vooral op door haar poging om de juiste toon aan te houden van het moeilijk lied Without you, oorspronkelijk gezongen door Mariah Carey.
In 1996 deed ze ook mee aan Miss Universe-verkiezing in de Verenigde Staten, waar ze elfde werd. Aan Miss Universe heeft ze geen al te goede herinneringen, Donald Trump liep daar gewoon door de coulissen tijdens het omkleden, vertelt ze aan De Tafel van Gert.
In 2000 werd De Kock de organisatrice van Miss Antwerpen met onder anderen Annelies Törös, Ellen Petri, Ann Van Elsen en Dina Tersago. Met de woorden "Wij kunnen haar wél betalen" werd ze later ook presentatrice van Miss België, maar na twaalf jaar stopt het verhaal omdat ze haar prijs niet meer konden betalen.

## Carrière
Na haar overwinningen als miss kreeg De Kock een bloeiende mediacarrière. Zo was De Kock van 1998 tot 2001 te zien als Jolien Stijnen, de secretaresse van Van den Bossche Electronics, in de VTM-soap Familie.

### Radio
- De Kock was regelmatig te horen op de radiozender Radio Contact.

### Actrice
| Jaar      | Titel                                | Rol            | Zender  | Opmerkingen                                 |
| --------- | ------------------------------------ | -------------- | ------- | ------------------------------------------- |
| 1996      | Familie Backeljau                    | Zichzelf       | VTM     |                                             |
| 1998-2001 | Familie                              | Jolien Stijnen | VTM     |                                             |
| 2016      | Auwch_                               | Zichzelf       | VIER    |                                             |
| 2021      | De Kraak (televisieserie)            | Gastrol        | Streamz |                                             |
| 2022      | Echte Verhalen: De Buurtpolitie VIPS | Zichzelf       | VTM     | Ze speelt dat ze gestalkt en ontvoerd wordt |

### Presentatrice
- 1995: in het jaar dat De Kock miss België werd is ze begonnen als omroepster bij KanaalTwee.
- 2002: De Kock stapt over naar de Vlaamse commerciële televisiezender VT4 en werd ze een van de vaste omroepsters.
- 2006: Undercover Lover.
- 2007-2009: Temptation Island met Nederlandse en Vlaamse kandidaten. In 2009 presenteerde ze dit opnieuw.[10] Deze keer waren de deelnemers enkel Vlamingen. Ook presenteerde ze opnieuw de buitenlandse reportages in Huizenjacht.
- 2007-2011: de finale van Miss Belgian Beauty.
- 2007-2018: de live finaleshows van Miss België.
- 2008-2012: Acht seizoenen binnenlandse en buitenlandse reportages in Huizenjacht met Cara Van der Auwera en vanaf 2011 met Ann Van Elsen'[10]
- 2010: ze vormt samen met Gerard Joling een presentatieduo voor het programma Move Like Michael Jackson.[10]
- 2011: Mijn man kan dat, naar het bekende Duitse format 'Mein Mann kann' op VIER.
- 2012-2013: sinds het najaar van 2012 presenteert ze Grootse Plannen op VIJF.
- 2013: haar exclusiviteitscontract bij VIER en VIJF werd niet verlengd waardoor een einde kwam als presentatrice voor de televisie, op dat moment was "Grootse plannen" op Vijf nog bezig.[11]
- 2019: de finaleshows van Miss Exclusive.
- 2020: de Diamond Awards.

### Programma's
| Jaar            | Titel                                | Rol                         | Zender     | Opmerkingen                                 |
| --------------- | ------------------------------------ | --------------------------- | ---------- | ------------------------------------------- |
| 2004            | Het Swingpaleis                      | Zichzelf                    | VRT        |                                             |
| 2006            | Let's Dance (televisieprogramma)     | Kandidate                   | VT4        | Ze werd de winnaar samen met Bart           |
| 2009            | The One Man Show                     | Kandidate                   | VRT        | Tom Waes als presentator                    |
| 2010            | De Oplichters                        | Gast                        | VT4        | Oplichtster voor één dag                    |
| 2011            | Mag ik u kussen? (Vlaanderen)        | Te verleiden persoon        | VRT CANVAS | Seizoen 3 aflevering 8                      |
| 2011            | Astrid in Wonderland                 | Zichzelf                    | VIJF       | Dook op in het programma                    |
| 2012            | Vrienden Van de Veire                | Panel                       | Een        | Opvolger van De Rode Loper                  |
| 2010, 2012-2013 | De klas van Frieda                   | Kandidate                   | Een        | Vragen beantwoorden per twee op een bank    |
| 2014            | Lang Leve...                         | Zichzelf                    | VTM        |                                             |
| 2017-2018, 2020 | Gert Late Night                      | Zichzelf                    | VIER       |                                             |
| 2018            | Die Huis                             | Gast                        | Een        | Seizoen 4, aflevering 8                     |
| 2022            | Echte Verhalen: De Buurtpolitie VIPS | Zichzelf                    | VTM        | Ze speelt dat ze gestalkt en ontvoerd wordt |
| 2023            | The Masked Singer (Vlaanderen)       | Character Mummie (zangeres) | VTM        | 4 afleveringen                              |
| 2023            | De Verraders (Vlaanderen)            | Kandidate                   | VTM        | Ze was bondgenoot                           |
| 2023            | De Verraders: De Ronde Tafel         | Zichzelf                    | VTM        |                                             |
| 2024            | Code van Coppens                     | Kandidate                   | VTM        | samen met Bart Appeltans                    |
| 2024            | The Masked Singer                    | Panellid                    | VTM        | Speurder                                    |
| 2024            | De Verraders: De Ronde Tafel         | Zichzelf                    | VTM        |                                             |
| 2024            | Ver van Huis                         | Liftster                    | VTM        | Samen met haar oudste zoon Sébastien        |
| 2024            | Bestemming X-mas                     | Kandidate                   | VTM        |                                             |
| 2025            | De Rugzak                            | Kandidate                   | VRT        |                                             |

### Model
- De Kock was op haar 15de al een veelgevraagd model in Parijs en Düsseldorf.
- Ze stond op de cover van het eerste nummer van P-Magazine, en meermaals in het magazine zelf.
- Ze sierde verschillende malen op de covers van bladen zoals Ché en Maxim.[10]
- In 2008 deed ze opnieuw de badpakkenspecial van P-Magazine.
- In 2009 werd ze het gezicht van het lingeriemerk Triumph en in 2014  van juwelen Innocence.

### Zangeres
In 1999 maakte ze deel uit van de P Diva's, een groep samengebracht door toenmalige hoofdredacteur P-Magazine, bestaande uit onder andere Katja Retsin, Kelly Pfaff en Phaedra Hoste die covers brachten van bekende hits uit de jaren zeventig en tachtig:
- Single: Love Machine.
- Album: Pillow Talk And Other Bedtime Stories.

Het album en de groep werd een bescheiden succes, waarna de groep werd opgedoekt. Zo zegt ze zelf in de Humo: "Och ja, maar écht zingen kon je dat bezwaarlijk noemen en heel professioneel verliep het allemaal niet". 
In 2023 deed ze mee aan The Masked Singer, hierin was ze 7 afleveringen lang te zien als Mummie.

## Prijzen en erkenning
- 1994: uitgeroepen tot Miss Vlaanderen.
- 1995: bekroond tot Miss België.
- 2006: winnaar samen met Bart van het programma Let's Dance.

## Privé
In 2019 trouwde De Kock voor de tweede keer in het grootste geheim met de ondernemer Manuel Goossens, waarmee ze nog steeds samen is. Hij is de oprichter van het merk Hupple, een luxeproduct voor huisdieren. De Kock was op haar 22ste al eens getrouwd geweest met een 14 jaar oudere man, maar dat huwelijk hield amper twee jaar stand. In een nieuwe relatie kreeg ze in 2005 haar eerste zoon. Later leerde De Kock de vader van haar tweede zoon kennen, die in 2013 het levenslicht zag.